# Католицька церква на Філіппінах
Като́лицька це́рква на Філіппі́нах — найбільша християнська конфесія Філіппін. Складова всесвітньої Католицької церкви, яку очолює на Землі римський папа. Керується конференцією єпископів. Станом на 2004 рік у країні нараховувалося близько 69 630 000 католиків (81,03% від усього населення). Існувало 86 діоцезій, які об'єднували 2909 церковних парафій.  Кількість  священиків — 7335 (з них представники секулярного духовенства — 5037, члени чернечих організацій — 2298), постійних дияконів — 11, монахів — 5694, монахинь — 12 102.